# ノゾミ・カナエ・タマエ
『ノゾミ・カナエ・タマエ』は、筋肉少女帯のインディーズ最後のアルバム。45回転の12インチ盤である。型番はNG-036。バンドの第14期メンバーにより製作された。

## 解説
ジャケットの表面には「ノゾミ・カナエ・タマエ」とあるが、ジャケット裏面には「フォースの暗黒面いわゆる　ノゾミ・カナエ・タマエ」と題されている。また、「1986年冬 六本木エコーハウス」と、収録された時期と場所と思しき記載もみられる。

タイトルの「ノゾミ・カナエ・タマエ」は、「望み叶え給え」のことと同時に、当時のテレビ番組『欽ちゃんのどこまでやるの!?』に出演していたアイドルグループ「わらべ」のメンバーの名前に由来する。

なお、タイトル曲となる『ノゾミ・カナエ・タマエ』は、当時、ナゴムレコード所属のバンド仲間内で「～～、かぁ？」と、些細なことでも囃し立てるのが流行しており、大槻が内田に曲のことをバカにされたのに腹を立てたため、収録されなかった。また、ジャケットは内田がデザインしたものであったが、ケラに無断で手を加えられてしまった。当時の楽曲と考えられるテイクは、後に発売された『80年代の筋肉少女帯』にライブバージョンとして収録され、さらにリテイクされたものが『レティクル座妄想』において改めて発表された。

## 収録曲
1. 最期の遠足
（作詞：大槻モヨコ / 作曲：ユウ）
2. 外道節
（作詞：大槻モヨコ / 作曲：筋肉少女帯）
3. 猿の左手 象牙の塔
（作詞：大槻モヨコ / 作曲：三柴江戸蔵）
4. ドリフター
（作詞：大槻モヨコ、ユウ / 作曲：カイシュー、ベラ、ユウ）

※レコードのため、1と2がA面、3と4がB面に収録されている。
なお、「ドリフター」は現在流通している筋肉少女帯 ナゴムコレクションと、iTunesには歌詞の問題ゆえか楽曲が収録、配信されていないため、この音源を聴くには12インチ盤の本作品を捜し求めるしかない。

## 演奏者
- 大槻モヨコ （大槻ケンヂ） - ボーカル
- ユウ （内田雄一郎） - ベース
- 三柴江戸蔵 - キーボード
- みのすけ - ドラムス
- ムー （中村ムー哲夫） - ギター